# Richard Skog
Richard Skog (ur. 16 czerwca 1981) – norweski strongman.
Obecnie najlepszy norweski siłacz. Mistrz Norwegii Strongman w latach 2009 i 2010.

## Życiorys
Richard Skog przez sześć lat pracował w wojsku (Batalion Telemark). Rozpoczął treningi jako siłacz w wieku dwudziestu pięciu lat, w roku 2006. W Mistrzostwach Europy Strongman 2008, rozgrywanych w Szczecinku, nie zakwalifikował się do finału.
Wziął udział w indywidualnych Mistrzostwach Świata Strongman 2007, Mistrzostwach Świata Strongman 2008 i Mistrzostwach Świata Strongman 2009, jednak nigdy nie zakwalifikował się do finałów.
Mieszka w Trondheim.
Wymiary:
- wzrost 197 cm
- waga 155 kg
- biceps 55 cm
- klatka piersiowa 154 cm
- talia 107 cm

Rekordy życiowe:
- przysiad 320 kg
- wyciskanie 240 kg
- martwy ciąg 360 kg

## Osiągnięcia strongman
- 2007
  - 4. miejsce - Mistrzostwa Norwegii Strongman
  - 8. miejsce - Super Seria 2007: Viking Power Challenge
- 2008
  - 2. miejsce - Mistrzostwa Norwegii Strongman
  - 3. miejsce - Super Seria 2008: Viking Power Challenge
  - 6. miejsce - Grand Prix Polski Strongman 2008
  - 2. miejsce - Super Seria 2008: Lysekil
- 2009
  - 1. miejsce - Mistrzostwa Norwegii Strongman
  - 2. miejsce - Giganci Na Żywo 2009: Stavanger
  - 9. miejsce - Super Seria 2009: Göteborg
- 2010
  - 9. miejsce - Giganci Na Żywo 2010: Johannesburg
  - 1. miejsce - Mistrzostwa Norwegii Strongman